# آذرخش (طائرة مقاتلة)
آذرخش (تعنى «الصاعقة») طائرة مقاتلة إيرانية طورت أساسا على هيكل طائرات نورثروب إف-5 الأمريكية، بدأ إنتاجها عام 1997م حتى الآن تستخدمها القوات الجوية الإيرانية.
لقد تم تصميمها على أساس هندسة عكسية للمقاتلة نورثروب إف-5. تم تطوير آذرخش في مدينةأصفهان الإيرانية من قبل الجيش الإيراني. ووزارة الدفاع وشركة "HESA" لصناعة الطائرات.
وقد تم إنتاج هذه المقاتلة على يد خبراء ومهندسون إيرانيون، ولحد الآن، فقد اعلنت إيران إنتاج أكثر من "100" مقاتلة منها، بعد تطويرها وتحديثها، واثبتت نجاحها في تنفيذ مهماتها، وفي اصابة الاهداف المحددة لها، حتى انه تم استخدام اعداد كبيرة منها في مناورات «فدائيوا الولاية» التي جرت اخيرا في مناطق واسعة من الأراضي الإيرانية.

## نسخ أخرى
أعلن نائب قائد القوة الجوية التابعة للجيش الإيراني، عن صنع نسخة متطورة جديدة من مقاتلات«صاعقة» الإيرانية موضحا ان هذه المقاتلات ذات مقعدي قيادة.
وحسب تقرير نشرته وكالة"تسنيم"الدولية للأنباء، فان المسؤلين الارانيين اعلنوا اواسط عام 2004 عن إنتاج مقاتلة إيرانية تحمل اسم «الصاعقة».والتي تم تصنيعها بالكامل على يد خبراء وعلماء محليين في إيران.
وفي عام 2006 وبعد سلسلة من عمليات تحليق ناجحة لمقاتلة«صاعقة» في مناورات ضربة«ذو الفقار»، ألتحقت هذه المقاتلة لأول مرة للأسطول الجوي الإيراني، لتنضم إيران بعد أمريكا وروسيا والصين والهند وبعض الدول الناميه الأخرى لقائمة الدول التي تمتلك تكنلوجيا متطورة لتصنيع المقاتلات الحربية في العالم.

## خصائص الطائرة
تعتبر "صاعقة" طائرة مقاتلة اعتراضية، وتتمتع بتكنلوجيا معقدة ومتطورة جدا ويمكن لهذه المقاتلة المحلية، من خلال تحديث برمجيات التسليح، تطويرها إلى مستوى "SRII"، كمايمكن الإشارة إلى ان جميع اجهزتها الميكانيكية والهيدروليكية هي"محلية الصنع بالكامل.
كما وان قدرتها العالية على الدعم الجوي للوحدات المقاتلة تعتبر من الخصائص الأخرى لهذه المقاتلة، وتتصف برشاقة وخفة وقدرة ممتازة على المناورة وامكانية تزويدها واطلاقها أنواع من الصواريخ والقنابل، كما وانها مجهزة بأنظمة رادار متطورة جدا، والتي تعتبر من المميزات المحلية لهذه الطائرة.
ان قدرة «الصاعقة» الكبيرة على المناورة وقلة احتمال الخطأ وانطلاقها وتحليقها السريع تعتبر من المميزات الأخرى لهذه المقاتلة.
اما الجدار الزجاجي لمقصورة الطيار فهو مقاوم للرصاص، مايمنح الطيار الحماية أكثر من غيرها من المقاتلات.

## خصائص أخرى
| الوزن فارغة         | 4400كغم |
| الوزن بكامل الحمولة | 9 طن |
| السرعة القصوى       | 1700 كم، بالساعة، اي 1.6 ماخ |
| معدل الصعود         | 175 متر بالثانية |
| المدى العملياتي     | 3000 كم |
| التسليح             | مدفع رشاش"20"ملم في مقدمة الطائرة. قاذفة صواريخ هيدار"70"ملم عدد"2". اربع صواريخ زوني الغير موجهة عيار"127"ملم. قاذفة صواريخ ماترا عدد"2"عيار"68"ملم. اربع صواريخ جو_جو9_AIM Sidewinders. صاروخين مافريك جو-ارض 65_AGM. تشكيلة متنوعة من القنابل والصواريخ الروسية والصينية-ألامو وارشر-وغيرها. |

## الحمولة
ويبلغ الحد الاقصى من حمولة هذه المقاتلة نحو <4400>كغم.فيما يبلغ وزن المقاتلة بدون اسلحة<8000>كغم، اما وزن الإقلاع الاقصى فيصل من <15000> إلى <18000>كغم،